# Masalia vinula
Masalia vinula är en fjärilsart som beskrevs av Emilio Berio 1941. Masalia vinula ingår i släktet Masalia och familjen nattflyn. Inga underarter finns listade i Catalogue of Life.